# Mannschaftskader der División de Honor (Schach) 2013
Die Liste der Mannschaftskader der División de Honor (Schach) 2013 enthält alle Spieler, die für die spanischen División de Honor im Schach 2013 gemeldet wurden, mit ihren Einzelergebnissen.

## Allgemeines
Neben sechs Stammspielern durften die teilnehmenden Vereine sechs Ersatzspieler melden, allerdings schöpften nicht alle Vereine das Kontingent komplett aus. Nicht alle gemeldeten Spieler kamen auch zum Einsatz. CA Magic Mérida und Enracha-SCC Sabadell setzten in allen Runden die gleichen sechs Spieler ein, während bei Ajedrez con Cabeza - VTI Atocha acht Spieler mindestens eine Partie spielten. Insgesamt kamen 55 Spieler zum Einsatz, von denen 33 keinen Wettkampf versäumten.
Punktbester Spieler war Emilio Moreno Tejera (CA Magic Mérida) mit 5,5 Punkten aus 7 Partien. 5 Punkte aus 6 Partien erreichte Arkadij Naiditsch (Gros XT), weitere sechs Spieler erzielten 5 Punkte aus 7 Partien. Kein Spieler erreichte 100 %, das prozentual beste Ergebnis gelang Naiditsch.

## Legende
Die nachstehenden Tabellen enthalten folgende Informationen:
- Nr.: Ranglistennummer
- Titel: FIDE-Titel; GM = Großmeister, IM = Internationaler Meister, FM = FIDE-Meister, WGM = Großmeisterin der Frauen, WFM = FIDE-Meisterin der Frauen
- Land: Verbandszugehörigkeit gemäß Elo-Liste von September 2013; ARG = Argentinien, ARM = Armenien, BRA = Brasilien, BUL = Bulgarien, CAN = Kanada, CUB = Kuba, CZE = Tschechische Republik, ESP = Spanien, FRA = Frankreich, GER = Deutschland, HUN = Ungarn, IND = Indien, MDA = Moldawien, NED = Niederlande, PER = Peru, ROU = Rumänien, RUS = Russland, VEN = Venezuela
- Elo: Elo-Zahl in der Elo-Liste von September 2013
- G: Anzahl Gewinnpartien
- R: Anzahl Remispartien
- V: Anzahl Verlustpartien
- Pkt.: Anzahl der erreichten Punkte
- Partien: Anzahl der gespielten Partien

## Sestao Naturgas Energia XT
| Nr. | Titel | Name                             | Land | Elo  | G | R | V | Pkt. | Partien |
| --- | ----- | -------------------------------- | ---- | ---- | - | - | - | ---- | ------- |
| 1   | GM    | Leinier Domínguez                | CUB  | 2757 | 2 | 4 | 1 | 4    | 7       |
| 2   | GM    | Anish Giri                       | NED  | 2737 | 3 | 4 | 0 | 5    | 7       |
| 3   | GM    | Maxime Vachier-Lagrave           | FRA  | 2722 | 2 | 5 | 0 | 4,5  | 7       |
| 4   | GM    | Romain Édouard                   | FRA  | 2665 | 3 | 2 | 2 | 4    | 7       |
| 5   | GM    | Iván Salgado López               | ESP  | 2614 | 3 | 2 | 1 | 4    | 6       |
| 6   | GM    | Alfonso Romero Holmes            | ESP  | 2518 | 2 | 2 | 0 | 3    | 4       |
| 7   | GM    | Salvador Gabriel Del Río Angelis | ESP  | 2499 | 2 | 2 | 0 | 3    | 4       |
| 8   | GM    | Juan Mario Gómez Esteban         | ESP  | 2463 | 0 | 0 | 0 | 0    | 0       |
| 9   |       | Sergio Trigo Urquijo             | ESP  | 2236 | 0 | 0 | 0 | 0    | 0       |
| 10  |       | Juan Viqueira Fernández          | ESP  |      | 0 | 0 | 0 | 0    | 0       |
| 11  |       | Enrique Tamayo Aguirre           | ESP  |      | 0 | 0 | 0 | 0    | 0       |
| 12  |       | Luis Alberto Guerrero Tamayo     | ESP  |      | 0 | 0 | 0 | 0    | 0       |

## CA Solvay Torrelavega
| Nr. | Titel | Name                           | Land | Elo  | G | R | V | Pkt. | Partien |
| --- | ----- | ------------------------------ | ---- | ---- | - | - | - | ---- | ------- |
| 1   | GM    | Liviu-Dieter Nisipeanu         | ROU  | 2665 | 1 | 5 | 0 | 3,5  | 6       |
| 2   | GM    | Parimarjan Negi                | IND  | 2662 | 2 | 5 | 0 | 4,5  | 7       |
| 3   | GM    | Surya Shekhar Ganguly          | IND  | 2630 | 3 | 4 | 0 | 5    | 7       |
| 4   | GM    | Alexandar Deltschew            | BUL  | 2637 | 4 | 2 | 1 | 5    | 7       |
| 5   | GM    | Elizbar Ubilava                | ESP  | 2498 | 2 | 3 | 2 | 3,5  | 7       |
| 6   | GM    | Jesús María de la Villa García | ESP  | 2477 | 3 | 4 | 0 | 5    | 7       |
| 7   | FM    | Cristóbal Ramo Frontiñán       | ESP  | 2328 | 0 | 0 | 0 | 0    | 0       |
| 8   |       | Adrián Pozueta Alegría         | ESP  | 2176 | 0 | 0 | 0 | 0    | 0       |
| 9   |       | Adrián González Laso           | ESP  | 2114 | 0 | 0 | 0 | 0    | 0       |
| 10  |       | Joaquín Pérez Ordóñez          | ESP  | 2026 | 0 | 0 | 1 | 0    | 1       |
| 11  |       | Javier García Pérez            | ESP  | 2025 | 0 | 0 | 0 | 0    | 0       |
| 12  |       | Jesús Quevedo Galán            | ESP  |      | 0 | 0 | 0 | 0    | 0       |

## Gros XT
| Nr. | Titel | Name                          | Land | Elo  | G | R | V | Pkt. | Partien |
| --- | ----- | ----------------------------- | ---- | ---- | - | - | - | ---- | ------- |
| 1   | GM    | Étienne Bacrot                | FRA  | 2723 | 1 | 5 | 0 | 3,5  | 6       |
| 2   | GM    | Arkadij Naiditsch             | GER  | 2710 | 4 | 2 | 0 | 5    | 6       |
| 3   | GM    | Loek van Wely                 | NED  | 2701 | 1 | 4 | 1 | 3    | 6       |
| 4   | GM    | Christian Bauer               | FRA  | 2622 | 2 | 3 | 1 | 3,5  | 6       |
| 5   | GM    | Hicham Hamdouchi              | FRA  | 2627 | 0 | 0 | 0 | 0    | 0       |
| 6   | GM    | Pablo San Segundo Carrillo    | ESP  | 2491 | 0 | 0 | 0 | 0    | 0       |
| 7   | IM    | Alejandro Franco Alonso       | ESP  | 2483 | 0 | 4 | 2 | 2    | 6       |
| 8   | IM    | Santiago González de la Torre | ESP  | 2472 | 3 | 1 | 2 | 3,5  | 6       |
| 9   | GM    | Félix Izeta Txabarri          | ESP  | 2459 | 0 | 0 | 0 | 0    | 0       |
| 10  | IM    | Íñigo Argandoña Riveiro       | ESP  | 2386 | 2 | 3 | 1 | 3,5  | 6       |
| 11  | FM    | Paul Velten                   | FRA  | 2427 | 0 | 0 | 0 | 0    | 0       |
| 12  | IM    | Patrice Etchegaray            | FRA  | 2397 | 0 | 0 | 0 | 0    | 0       |

## CA Magic Mérida
| Nr. | Titel | Name                      | Land | Elo  | G | R | V | Pkt. | Partien |
| --- | ----- | ------------------------- | ---- | ---- | - | - | - | ---- | ------- |
| 1   | GM    | Gabriel Sarkissjan        | ARM  | 2671 | 1 | 6 | 0 | 4    | 7       |
| 2   | GM    | Dmitry Svetushkin         | MDA  | 2614 | 2 | 1 | 4 | 2,5  | 7       |
| 3   | GM    | Manuel Pérez Candelario   | ESP  | 2569 | 1 | 4 | 2 | 3    | 7       |
| 4   | GM    | Michail Antipow           | RUS  | 2515 | 1 | 4 | 2 | 3    | 7       |
| 5   | FM    | Jaime Santos Latasa       | ESP  | 2452 | 3 | 4 | 0 | 5    | 7       |
| 6   | IM    | Emilio Moreno Tejera      | ESP  | 2394 | 4 | 3 | 0 | 5,5  | 7       |
| 7   | FM    | José García-Ortega Méndez | ESP  | 2308 | 0 | 0 | 0 | 0    | 0       |
| 8   | FM    | Iván Cabezas Ayala        | ESP  | 2316 | 0 | 0 | 0 | 0    | 0       |

## Enracha-SCC Sabadell
| Nr. | Titel | Name                        | Land | Elo  | G | R | V | Pkt. | Partien |
| --- | ----- | --------------------------- | ---- | ---- | - | - | - | ---- | ------- |
| 1   | GM    | David Navara                | CZE  | 2715 | 1 | 4 | 2 | 3    | 7       |
| 2   | GM    | Francisco Vallejo Pons      | ESP  | 2706 | 3 | 1 | 3 | 3,5  | 7       |
| 3   | GM    | Alexandr Fier               | BRA  | 2592 | 0 | 0 | 0 | 0    | 0       |
| 4   | GM    | Diego Flores                | ARG  | 2578 | 0 | 0 | 0 | 0    | 0       |
| 5   | GM    | Jordi Magem Badals          | ESP  | 2551 | 1 | 5 | 1 | 3,5  | 7       |
| 6   | GM    | Josep Manuel López Martínez | ESP  | 2543 | 3 | 4 | 0 | 5    | 7       |
| 7   | GM    | Alvar Alonso Rosell         | ESP  | 2542 | 3 | 2 | 2 | 4    | 7       |
| 8   | GM    | Josep Oms Pallisé           | ESP  | 2475 | 0 | 4 | 3 | 2    | 7       |
| 9   | IM    | Lluís María Perpinya Rofes  | ESP  | 2386 | 0 | 0 | 0 | 0    | 0       |
| 10  | IM    | Michael Rahal               | ESP  | 2355 | 0 | 0 | 0 | 0    | 0       |

## CA Equigoma-Casa Social Católica
| Nr. | Titel | Name                          | Land | Elo  | G | R | V | Pkt. | Partien |
| --- | ----- | ----------------------------- | ---- | ---- | - | - | - | ---- | ------- |
| 1   | GM    | Lázaro Bruzón                 | CUB  | 2699 | 1 | 5 | 1 | 3,5  | 7       |
| 2   | GM    | Eduardo Iturrizaga            | VEN  | 2661 | 3 | 2 | 2 | 4    | 7       |
| 3   | GM    | Eric Hansen                   | CAN  | 2584 | 1 | 4 | 2 | 3    | 7       |
| 4   | GM    | Julen Luís Arizmendi Martínez | ESP  | 2564 | 0 | 4 | 3 | 2    | 7       |
| 5   | IM    | Renier Castellanos Rodríguez  | ESP  | 2509 | 2 | 3 | 2 | 3,5  | 7       |
| 6   | FM    | Juan Antonio Corral Blanco    | ESP  | 2436 | 3 | 1 | 2 | 3,5  | 6       |
| 7   | FM    | José Hernando Pertierra       | ESP  | 2375 | 0 | 0 | 0 | 0    | 0       |
| 8   | FM    | Amador González de la Nava    | ESP  | 2262 | 0 | 0 | 1 | 0    | 1       |
| 9   |       | Pedro Galan Hernández         | ESP  |      | 0 | 0 | 0 | 0    | 0       |
| 10  |       | Alejandro De la Orden Alcocer | ESP  | 1932 | 0 | 0 | 0 | 0    | 0       |

## CE Escola d’Escacs de Barcelona
| Nr. | Titel | Name                 | Land | Elo  | G | R | V | Pkt. | Partien |
| --- | ----- | -------------------- | ---- | ---- | - | - | - | ---- | ------- |
| 1   | GM    | Kevin Spraggett      | CAN  | 2568 | 0 | 3 | 4 | 1,5  | 7       |
| 2   | GM    | Wiktor Moskalenko    | ESP  | 2524 | 1 | 2 | 4 | 2    | 7       |
| 3   | GM    | Cristhian Cruz       | PER  | 2529 | 1 | 3 | 3 | 2,5  | 7       |
| 4   | GM    | Fabien Libiszewski   | FRA  | 2520 | 1 | 5 | 1 | 3,5  | 7       |
| 5   | IM    | Antonio Gual Pascual | ESP  | 2468 | 2 | 1 | 4 | 2,5  | 7       |
| 6   | IM    | Alejandro Bofill Mas | ESP  | 2353 | 1 | 2 | 3 | 2    | 6       |
| 7   | FM    | Xavier Ávila Jiménez | ESP  | 2223 | 0 | 0 | 0 | 0    | 0       |
| 8   |       | Max Orteu Capdevila  | ESP  | 1723 | 0 | 0 | 1 | 0    | 1       |

## Ajedrez con Cabeza - VTI Atocha
| Nr. | Titel | Name                              | Land | Elo  | G | R | V | Pkt. | Partien |
| --- | ----- | --------------------------------- | ---- | ---- | - | - | - | ---- | ------- |
| 1   | GM    | David Antón Guijarro              | ESP  | 2574 | 1 | 4 | 2 | 3    | 7       |
| 2   | IM    | Ángel Arribas López               | ESP  | 2491 | 0 | 0 | 0 | 0    | 0       |
| 3   | IM    | Pablo Almagro Llamas              | ESP  | 2477 | 0 | 3 | 4 | 1,5  | 7       |
| 4   | IM    | Luis Ignacio Rubio Mejía          | ESP  | 2445 | 1 | 3 | 2 | 2,5  | 6       |
| 5   | IM    | David Martínez Martín             | ESP  | 2386 | 0 | 6 | 0 | 3    | 6       |
| 6   | FM    | Victor Fernández Barrera          | ESP  | 2326 | 0 | 1 | 4 | 0,5  | 5       |
| 7   | WGM   | Anna Rudolf                       | HUN  | 2308 | 0 | 2 | 3 | 1    | 5       |
| 8   | FM    | Raul Rabadan Velasco              | ESP  | 2280 | 0 | 0 | 0 | 0    | 0       |
| 9   |       | Adrian Vázquez Torres             | ESP  | 2185 | 0 | 0 | 3 | 0    | 3       |
| 10  | WFM   | María Rodrigo Yanguas             | ESP  | 2165 | 0 | 0 | 0 | 0    | 0       |
| 11  |       | Leonardo Iván Pérez-Aranda Alonso | ESP  | 2105 | 1 | 0 | 2 | 1    | 3       |